# Harry Jones (Physiker, 1905)
Harry Jones (* 12. April 1905 in Pudsey, Yorkshire; † 15. Dezember 1986) war ein britischer theoretischer Festkörperphysiker.
Jones studierte an der University of Leeds, der Universität Cambridge (bei Ralph Howard Fowler) und danach an der University of Bristol bei John Lennard-Jones. Hier kam es zur Zusammenarbeit mit Nevill Mott (ab 1932 Nachfolger von Lennard-Jones in Bristol) über die Quantentheorie der Elektronen in Metallen und in der Entwicklung des Bändermodells, aufbauend auf den Pionierarbeiten zur Quantenmechanik in der Festkörperphysik in Deutschland, die unter anderem durch den Handbuchartikel von Hans Bethe und Arnold Sommerfeld bekannt wurden. Jones gelang eine quantitative Erklärung der Regeln des britischen Metallurgen William Hume-Rothery (1926) über den Zusammenhang von Elektronendichte und Kristallstruktur in Legierungen. Mit Mott veröffentlichte er 1936 ein frühes englischsprachiges Standardwerk in theoretischer Festkörperphysik. Jones war 1931 bis 1937 Lecturer in theoretischer Physik in Bristol und ab 1938 Reader am Imperial College London. Im Zweiten Weltkrieg befasste er sich im Heimatschutz-Ministerium mit Detonations-Problemen. Nach dem Krieg leitete er die Abteilung Mathematik am Imperial College. 1970  ging er am Imperial College in den Ruhestand.
Jones war Fellow der Royal Society und ein Freund von Dennis Gábor, den er oft in dessen Zweitwohnsitz nahe Rom besuchte. Er ist nicht mit dem 40 Jahre jüngeren Physiker und Oxford-Professor Harry Jones zu verwechseln, der sich mit Magnet-Technologie, Supraleitung und Tieftemperaturphysik befasst.

## Schriften
- mit Nevill Mott: The theory of the properties of metals and alloys, Clarendon Press 1936, 1958
- Theory of electrical and thermal conductivity in metals, in Handbuch der Physik 1956